# Liste des municipalités du Québec par changement de statut

## Liste des villes
Pour un article plus général, voir Liste des villes du Québec.
Ceci est une liste des municipalités qui sont passées d'autres formes municipales à villes, signifiant qu'un noyau de civilisation assez grand est présent.
| Nom précédent                                      | Nom présent                                                              | Date de création |
| -------------------------------------------------- | ------------------------------------------------------------------------ | ---------------- |
| Amos, V/Saint-Félix-de-Dalquier, M                 | Amos                                                                     | 2025-01-01       |
| Lac-des-Aigles, M/Saint-Guy, M                     | Lac-des-Aigles                                                           | 2024-07-17       |
| Plessisville, V/Plessisville, P                    | Plessisville                                                             | 2024-01-01       |
| Crabtree                                           | Crabtree                                                                 | 2023-11-18       |
| Saint-Zotique                                      | Saint-Zotique                                                            | 2023-08-05       |
| McMasterville                                      | McMasterville                                                            | 2023-08-05       |
| Dollard-Des Ormeaux                                | Dollard-des-Ormeaux                                                      | 2022-10-01       |
| Saint-Antonin                                      | Saint-Antonin                                                            | 2021-11-19       |
| Saint-Amable                                       | Saint-Amable                                                             | 2019-11-12       |
| Saint-Charles-Borromée                             | Saint-Charles-Borromée                                                   | 2019-09-21       |
| Shannon                                            | Shannon                                                                  | 2017-05-20       |
| Saint-Philippe                                     | Saint-Philippe                                                           | 2016-10-22       |
| Saint-Honoré                                       | Saint-Honoré                                                             | 2016-01-09       |
| Rigaud                                             | Rigaud                                                                   | 2015-08-22       |
| Sainte-Brigitte-de-Laval                           | Sainte-Brigitte-de-Laval                                                 | 2012-12-08       |
| Saint-Colomban                                     | Saint-Colomban                                                           | 2010-11-13       |
| Cabano, V/Notre-Dame-du-Lac, V                     | Témiscouata-sur-le-Lac                                                   | 2010-05-05       |
| Notre-Dame-des-Prairies                            | Notre-Dame-des-Prairies                                                  | 2005-04-23       |
| Notre-Dame-de-l'Île-Perrot                         | Notre-Dame-de-l'Île-Perrot                                               | 2004-11-06       |
| Saint-Marc-des-Carrières                           | Saint-Marc-des-Carrières                                                 | 2004-06-12       |
| L'Annonciation/Sainte-Véronique/Marchand/La Macaza | Rivière-Rouge                                                            | 2002-12-11       |
| Saint-Sauveur-des-Monts/Saint-Sauveur              | Saint-Sauveur                                                            | 2002-09-04       |
| Brownsburg-Chatham                                 | Brownsburg-Chatham                                                       | 2002-07-06       |
| Métis-sur-Mer/Les Boules                           | Métis-sur-Mer                                                            | 2002-07-04       |
| Northfield/Gracefield/Wright                       | Gracefield                                                               | 2002-03-13       |
| Saint-Lazare                                       | Saint-Lazare                                                             | 2001-12-29       |
| Lavaltrie/Saint-Antoine-de-Lavaltrie               | Lavaltrie                                                                | 2001-05-16       |
| Cap-Santé                                          | Cap-Santé                                                                | 2000-12-30       |
| Sainte-Catherine-de-la-Jacques-Cartier             | Sainte-Catherine-de-la-Jacques-Cartier                                   | 2000-12-09       |
| Saint-Pie                                          | Saint-Pie                                                                | 2000-11-25       |
| Kingsey Falls                                      | Kingsey Falls                                                            | 2000-09-16       |
| Daveluyville                                       | Daveluyville                                                             | 2000-04-08       |
| Saint-Basile, P/Saint-Basile-Sud, VL               | Saint-Basile                                                             | 2000-03-01       |
| Saint-Lin, M/Laurentides, V                        | Saint-Lin–Laurentides                                                    | 2000-03-01       |
| Saint-Pascal, M/Saint-Pascal, V                    | Saint-Pascal                                                             | 2000-03-01       |
| Princeville, P/Princeville, V                      | Princeville                                                              | 2000-02-23       |
| Beaudry, M/Rouyn-Noranda, V                        | Rouyn-Noranda                                                            | 2000-02-09       |
| Tourelle, M/Sainte-Anne-des-Monts, V               | Sainte-Anne-des-Monts (Sainte-Anne-des-Monts–Tourelle lors de la fusion) | 2000-02-02       |
| Saint-Césaire, P/Saint-Césaire, V                  | Saint-Césaire                                                            | 2000-01-26       |
| Acton Vale, V/Saint-André-d'Acton, P               | Acton Vale                                                               | 2000-01-26       |

## Liste des municipalités sans désignation spécifique
Pour un article plus général, voir Liste des organisations territoriales du Québec.
Ceci est une liste des municipalités qui sont passées de paroisses ou cantons à municipalités sans désignation spécifique, signifiant qu'un noyau de civilisation assez grand est présent.
| Nom précédent                          | Nom présent                       | Date de changement |
| -------------------------------------- | --------------------------------- | ------------------ |
| Ristigouche-Partie-Sud-Est             | Ristigouche-Sud-Est               | 2024-03-09         |
| Courcelles / Saint-Évariste-de-Forsyth | Courcelles–Saint-Évariste         | 2024-01-01         |
| Brébeuf                                | Brébeuf                           | 2023-11-04         |
| Pointe-Fortune (VL)                    | Pointe-Fortune                    | 2023-07-22         |
| La Morandière/Rochebaucourt            | La Morandière-Rochebaucourt       | 2023-01-01         |
| Saint-Odilon-de-Cranbourne             | Saint-Odilon-de-Cranbourne        | 2022-12-03         |
| Saint-Georges-de-Clarenceville         | Clarenceville                     | 2022-10-22         |
| Saint-Edmond-de-Grantham               | Saint-Edmond-de-Grantham          | 2022-09-03         |
| Saint-Faustin—Lac-Carré                | Mont-Blanc                        | 2022-01-29         |
| Notre-Dame-de-la-Salette               | Notre-Dame-de-la-Salette          | 2022-01-01         |
| Saint-Germain                          | Saint-Germain-de-Kamouraska       | 2021-12-18         |
| Saint-Paul-de-la-Croix                 | Saint-Paul-de-la-Croix            | 2021-09-18         |
| Saint-Irénée                           | Saint-Irénée                      | 2021-06-19         |
| Saints-Anges                           | Saints-Anges                      | 2021-04-17         |
| Saint-Mathieu-de-Rioux                 | Saint-Mathieu-de-Rioux            | 2020-05-30         |
| Saint-Simon                            | Saint-Simon-de-Rimouski           | 2020-03-21         |
| Saint-Roch-des-Aulnaies                | Saint-Roch-des-Aulnaies           | 2020-01-04         |
| Sainte-Ursule                          | Sainte-Ursule                     | 2018-02-10         |
| Sainte-Famille                         | Sainte-Famille-de-l'Île d'Orléans | 2017-12-09         |
| Saint-Bernard-de-Lacolle               | Saint-Bernard-de-Lacolle          | 2017-06-03         |
| Saint-Liguori                          | Saint-Liguori                     | 2017-05-13         |
| Sainte-Marie-Salomé                    | Sainte-Marie-Salomé               | 2016-12-10         |
| Saint-Clément                          | Saint-Clément                     | 2016-11-05         |
| Saint-Gilles                           | Saint-Gilles                      | 2016-09-24         |
| Saint-Côme                             | Saint-Côme                        | 2016-03-19         |
| Val-Racine                             | Val-Racine                        | 2015-06-20         |
| Maddington                             | Maddington Falls                  | 2015-06-20         |
| Saint-Justin                           | Saint-Justin                      | 2014-12-06         |
| Saint-Ambroise-de-Kildare              | Saint-Ambroise-de-Kildare         | 2014-12-06         |
| Calixa-Lavallée                        | Calixa-Lavallée                   | 2014-12-06         |
| Saint-Michel-du-Squatec                | Saint-Michel-du-Squatec           | 2014-11-01         |
| Saint-Antonin                          | Saint-Antonin                     | 2014-11-01         |
| Saint-Gabriel-de-Brandon               | Saint-Gabriel-de-Brandon          | 2014-06-14         |
| Saint-François-Xavier-de-Brompton      | Saint-François-Xavier-de-Brompton | 2013-11-16         |
| Saint-Denis de Kamouraska              | Saint-Denis-De La Bouteillerie    | 2013-11-16         |
| Saint-Lambert-de-Lauzon                | Saint-Lambert-de-Lauzon           | 2013-06-22         |
| Sainte-Élisabeth                       | Sainte-Élisabeth                  | 2013-01-19         |
| Saint-Alexis, VL/Saint-Alexis, P       | Saint-Alexis                      | 2012-12-19         |
| Sainte-Geneviève-de-Berthier           | Sainte-Geneviève-de-Berthier      | 2012-11-17         |
| Saint-Ignace-de-Loyola                 | Saint-Ignace-de-Loyola            | 2012-11-17         |
| Saint-Denis-de-Brompton                | Saint-Denis-de-Brompton           | 2012-11-17         |
| Saint-Lucien                           | Saint-Lucien                      | 2012-06-30         |
| Saint-Nérée                            | Saint-Nérée-de-Bellechasse        | 2012-02-18         |
| Saint-Rémi-de-Tingwick                 | Saint-Rémi-de-Tingwick            | 2011-12-10         |
| Saint-Michel                           | Saint-Michel                      | 2011-12-10         |
| Saint-Anicet                           | Saint-Anicet                      | 2011-12-10         |
| Saint-Sébastien                        | Saint-Sébastien                   | 2011-11-05         |
| Hinchinbrooke                          | Hinchinbrooke                     | 2011-11-05         |
| Saint-Joseph-de-Ham-Sud                | Ham-Sud                           | 2011-10-22         |
| Saint-Patrice-de-Sherrington           | Saint-Patrice-de-Sherrington      | 2011-09-03         |
| Saint-Joachim-de-Shefford              | Saint-Joachim-de-Shefford         | 2011-09-03         |
| Saint-Théodore-d'Acton                 | Saint-Théodore-d'Acton            | 2011-07-30         |
| Saint-Samuel                           | Saint-Samuel                      | 2011-07-16         |
| Saint-Jacques-le-Mineur                | Saint-Jacques-le-Mineur           | 2011-05-14         |
| Saint-Onésime-d'Ixworth                | Saint-Onésime-d'Ixworth           | 2011-02-26         |
| Saint-Édouard                          | Saint-Édouard                     | 2010-12-11         |
| Courcelles                             | Courcelles                        | 2010-11-13         |
| Saint-Prosper                          | Saint-Prosper-de-Champlain        | 2010-09-04         |
| Saint-Télesphore                       | Saint-Télesphore                  | 2010-08-07         |
| Howick                                 | Howick                            | 2010-05-15         |
| Saint-Victoire-de-Sorel                | Saint-Victoire-de-Sorel           | 2010-04-24         |
| Matapédia                              | Matapédia                         | 2010-02-27         |
| Sainte-Clotilde-de-Châteauguay         | Sainte-Clotilde                   | 2010-02-06         |
| Très-Saint-Rédempteur                  | Très-Saint-Rédempteur             | 2010-01-30         |